# Seneslau
Seneslau o Seneslav o Stănislau fue un voivoda valaco del siglo XIII en Oltenia, en la actual Rumania.

## Biografía
Es mencionado en el Diploma de los Juanitas del rey Béla IV de Hungría (1235–1270), emitido el 2 de julio de 1247. El diploma concedía territorios a los Caballeros Hospitalarios en el Banato de Severin y Cumania, “a excepción de la tierra del kenazato del voivoda Litovoi”, que el rey dejó a los valacos “tal como la habían ocupado”. El dominio de Seneslau en Oltenia central y meridional, en los valles del Argeș y del Dâmbovița, fue respetado junto al de Litovoi. En el diploma también se menciona a Litovoi, Farcaș y a Ioan. Del primero y de Seneslau se dice expresamente que son valacos (olati), a pesar de que el nombre Seneslau es de origen eslavo.
El historiador rumano Ioan-Aurel Pop sugiere que Seneslau era prácticamente independiente del rey de Hungría. Su título, voivoda, sugiere, de acuerdo al historiador húngaro István Vásáry, que tenía bajo su mando una entidad territorial.
Cabe mencionar que el historiador Neagu Djuvara identifica a Seneslau con Miselav.